# Ladislav Slezák
Ladislav Slezák (* 18. srpna 1990 Pardubice) je český básník a pedagog.

## Život
Na Univerzitě Pardubice vystudoval magisterský obor Dějiny literární kultury. Pracuje jako učitel na střední škole Sion High School v Hradci Králové. Zabývá se výchovou, vzděláváním a didaktikou humanitních oborů. Publikoval v časopisech Host, Dobrá adresa, Tahy, Partonyma, Plž a dalších. V roce 2020 byl nominován na Cenu Jiřího Ortena.

## Dílo
- Noc s klaunem (2013) – básnická skladba[3]
- Monotónně znějící samoty (2015) – básnická sbírka
- Hořký letopočet (2017) – básnická skladba
- Mount Anne (2019)[4] – báseň v próze, nominace na Cenu Jiřího Ortena[5]